# Gamaliel V
El Rabino Gamaliel V (365-380AD) (en hebreo: רבן גמליאל החמישי) fue un patriarca judío. Gamaliel V era el hijo y el sucesor del patriarca Hillel II. La finalización y la perfección del calendario judío en 359 se atribuye al patriarca Gamaliel V.
Era poco conocido como maestro de religión, era más conocido como político secular. Entre las fuentes de los Gueonim, solo aparece su nombre. Pero en una carta de 393, San Jerónimo menciona que Teodosio I (379-395) había condenado a muerte al cónsul romano Hesiquio de Alejandría porque había robado los documentos del patriarca Gamaliel V.
El códice de Teodosio, resume las leyes romanas de 312 a 438, y menciona entre otros, los edictos imperiales de Teodosio I, y simboliza la libertad de la fe judía incluso bajo el gobierno del Emperador Teodosio I.
En el decimotercer edicto del octavo capítulo del decimosexto libro del códice de Teodosio está escrito: "El privilegio de los sirvientes religiosos judíos solo puede disfrutarlo quién está bajo el poder del patriarca Gamaliel V". El patriarca judío en la Tierra de Israel se fortaleció y compitió con los otros patriarcas. El judaísmo era una religión lícita. Incluso el Edicto de Tesalónica de 380, que establecía la creencia en la Santísima Trinidad como la religión oficial del estado, no se aplicaba a los seguidores del judaísmo.